# Prodajus curviabdominalis
Prodajus curviabdominalis is een pissebed uit de familie Dajidae. De wetenschappelijke naam van de soort is voor het eerst geldig gepubliceerd in 2005 door Shimomura, Ohsutka & Naito.